# 안주시
안주시(安州市)는 조선민주주의인민공화국 평안남도에 있는 도시이다.

## 지리
동쪽은 개천시, 서쪽은 문덕군, 남쪽은 순천시 ·숙천군, 북쪽은 평안북도 박천군·녕변군과 접해 있다. 남부는 낮은 산지, 북서부에는 열두삼천리평야가 펼쳐져 있다.

### 산
마두산(536m) ·장대봉(353m) ·상산(530m)·첩무봉(340m)·추봉산(307m)·살류봉(534m) ·서산봉(449m)이 있다.

### 강
청천강, 금천강이 있다.

### 기후
연평균 기온 10.1°C, 1월 평균기온 －6.5°C, 8월 평균기온 24.5°C이며 연평균 강수량은 1,017mm이다.
| 안주시의 기후                                 | 안주시의 기후 | 안주시의 기후 | 안주시의 기후 | 안주시의 기후 | 안주시의 기후 | 안주시의 기후 | 안주시의 기후 | 안주시의 기후 | 안주시의 기후 | 안주시의 기후 | 안주시의 기후 | 안주시의 기후 | 안주시의 기후   |
| 월                                            | 1월           | 2월           | 3월           | 4월           | 5월           | 6월           | 7월           | 8월           | 9월           | 10월          | 11월          | 12월          | 연간            |
| --------------------------------------------- | ------------- | ------------- | ------------- | ------------- | ------------- | ------------- | ------------- | ------------- | ------------- | ------------- | ------------- | ------------- | --------------- |
| 일평균 최고 기온 °C (°F)                      | −1.1 (30.0)   | 2.4 (36.3)    | 8.8 (47.8)    | 16.4 (61.5)   | 22.2 (72.0)   | 26.3 (79.3)   | 28.3 (82.9)   | 29.1 (84.4)   | 25.4 (77.7)   | 18.5 (65.3)   | 9.0 (48.2)    | 0.5 (32.9)    | 15.5 (59.9)     |
| 일일 평균 기온 °C (°F)                        | −6.5 (20.3)   | −2.9 (26.8)   | 3.2 (37.8)    | 10.3 (50.5)   | 16.3 (61.3)   | 21.1 (70.0)   | 24.2 (75.6)   | 24.5 (76.1)   | 19.4 (66.9)   | 12.1 (53.8)   | 3.9 (39.0)    | −4.1 (24.6)   | 10.1 (50.2)     |
| 일평균 최저 기온 °C (°F)                      | −11.5 (11.3)  | −7.7 (18.1)   | −1.5 (29.3)   | 4.6 (40.3)    | 10.8 (51.4)   | 16.5 (61.7)   | 20.7 (69.3)   | 20.7 (69.3)   | 14.5 (58.1)   | 6.6 (43.9)    | −0.6 (30.9)   | −8.2 (17.2)   | 5.4 (41.7)      |
| 평균 강수량 mm (인치)                         | 7.8 (0.31)    | 15.2 (0.60)   | 20.9 (0.82)   | 48.8 (1.92)   | 78.8 (3.10)   | 97.8 (3.85)   | 292.8 (11.53) | 243.8 (9.60)  | 100.3 (3.95)  | 50.1 (1.97)   | 46.0 (1.81)   | 15.4 (0.61)   | 1,017.7 (40.07) |
| 평균 강수일수 (≥ 0.1 mm)                      | 2.9           | 3.2           | 3.7           | 5.7           | 7.5           | 8.0           | 12.0          | 10.0          | 6.0           | 5.5           | 6.4           | 5.1           | 76.0            |
| 평균 강설일수                                 | 3.9           | 2.7           | 1.6           | 0.1           | 0.0           | 0.0           | 0.0           | 0.0           | 0.0           | 0.1           | 1.3           | 4.7           | 14.4            |
| 평균 상대 습도 (%)                            | 70.8          | 67.7          | 67.3          | 66.1          | 70.8          | 76.4          | 82.8          | 82.0          | 76.2          | 72.4          | 72.4          | 71.2          | 73.0            |
| 출처: 대한민국 기상청 (평년값: 1991년~2020년) |               |               |               |               |               |               |               |               |               |               |               |               |                 |

### 시가지
신안주역 인근의 신안주 시가지와 안주역 인근의 본도심, 그리고 청천강 북쪽의 남흥벌(해방 당시 평안북도 박천군 동남면 서송·송봉·도남동 및 영변군 독산면(송성·기성동 제외)) 일대가 도시화되어 있다.

## 역사

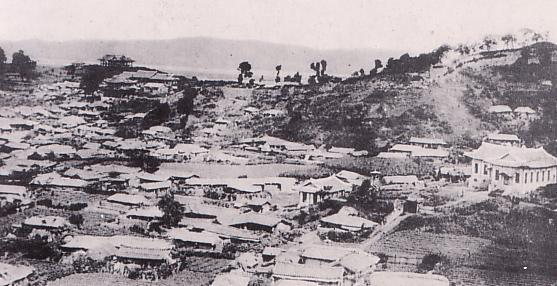
일제강점기의 안주읍

고려 태조 때 청천강 유역까지 진출한 고려의 북진정책 요충지였다. 팽원군(彭原郡)이라 부르다가 931년(태조 14년)에 안북부(安北府)를 설치하였다. 1369년(공민왕 18년)에 안주만호부(安州萬戶府)를 두었고, 이후 조선 시대에는 안주목(安州牧)으로 승격되었다.
- 1931년 4월 1일 안주면이 안주읍으로 승격하였다.[3]

광복전에는 안주군이었으며 1952년 12월에 서쪽 일부가 분리되어 문덕군으로 편입되었다. 안주읍 ·신안주면 ·동면 ·운곡면은 안주군이 되었다.
1954년 10월 개천군 일부 지역과 1956년 9월 평안북도 박천군 용전리가 안주군에 편입되었다. 1961년 ·1967년 ·1972년에 행정구역 조정이 있었으며, 1980년 6월 박천군 일부가 편입되었다. 1987년 8월 시로 승격되었다.1991년에는 미상리가 동으로 개편하였다.

## 행정구역
| - 구봉동 (龜峯洞) - 남천동 (南川洞) - 남평동 (南坪洞) - 남흥동 (南興洞) - 덕성동 (德星洞) - 독산동 (獨山洞) - 등방산동 (燈房山洞) - 룡연동 (龍淵洞) - 문봉동 (文峯洞) - 미상동 (彌上洞) - 송암동 (松巖洞) - 신원동 (新院洞) - 역전동 (驛前洞) - 원흥동 (元興洞) - 창송동 (蒼松洞) - 청송동 (靑松洞) - 청천강동 (淸川江洞) - 칠성동 (七星洞) - 풍년동 (豊年洞) | - 남칠리 (南七里) - 룡계리 (龍溪里) - 룡화리 (龍花里) - 룡흥리 (龍興里) - 상서리 (祥瑞里) - 선흥리 (船興里) - 연풍리 (延豊里) - 운송리 (雲松里) - 운학리 (雲鶴里) - 원풍리 (元豊里) - 장천리 (長川里) - 평률리 (平栗里) |

로 구성되어 있다(19동 14리).

## 교통
평의선과 개천선이 지나며 신안주청년역에서 개천선이 분기한다. 개천선 안주역은 도심에 위치한다. 북동부 남흥벌 일대에는 구봉산선과 남흥선이 지난다. 또한 평양희천고속도로가 신안주와 남흥벌을 지나며, 여러 청천강의 교량도 존재한다.

## 같이 보기
- 조선민주주의인민공화국의 인구순 도시 목록

## 참고 자료
- Dormels, Rainer. North Korea's Cities: Industrial facilities, internal structures and typification. Jimoondang, 2014. ISBN 978-89-6297-167-5